# Købelev-Vindeby Sogn
Købelev-Vindeby Sogn er et sogn i Lolland Vestre Provsti (Lolland-Falsters Stift). Det blev oprettet 29. november 2020 ved sammenlægning af Købelev Sogn og Vindeby Sogn.
Begge sogne hørte til Lollands Nørre Herred i Maribo Amt, og begge sognekommuner blev ved kommunalreformen i 1970 indlemmet i Ravnsborg Kommune, der ved strukturreformen i 2007 indgik i Lolland Kommune.
I Købelev-Vindeby Sogn ligger Købelev Kirke og Vindeby Kirke.
- Købelev Kirke
- Vindeby Kirke

|  | Denne artikel kan blive bedre, hvis der indsættes geografiske koordinater Denne artikel omhandler et emne, som har en geografisk lokation. Du kan hjælpe ved at indsætte koordinater i wikidata. |

1. 1 2  Statistikbanken Folketal den 1. i kvartalet efter sogn og folkekirkemedlemskab (dansk)